# ماندي جونز
ماندي جونز (بالإنجليزية: Mandy Jones)‏ هي دراج إنجليزية سابقة في صنف سباق الدراجات على الطريق.

## سجل النتائج

### سباقات أو مراحل فازت بها
- بطولة العالم لسباق الدراجات على الطريق

## الميداليات
| الميدالية | المسابقة                                    |
| --------- | ------------------------------------------- |
| ذهبية     | بطولة العالم لسباق الدراجات على الطريق 1982 |
| برونزية   | بطولة العالم لسباق الدراجات على الطريق 1980 |

## روابط خارجية
- ماندي جونز على موقع أرشيف الدراجات (الإنجليزية)
- ماندي جونز على موقع إحصائيات الدراجات الإحترافية (الإنجليزية)